# 17984 Ahantonioli
17984 Ahantonioli è un asteroide della fascia principale. Scoperto nel 1999, presenta un'orbita caratterizzata da un semiasse maggiore pari a 2,6956512 UA e da un'eccentricità di 0,1422373, inclinata di 3,13993° rispetto all'eclittica.